# 布呂爾格拉本河 (默倫巴赫河支流)
48°55′44″N 10°52′22″E / 48.92892°N 10.87283°E
布呂爾格拉本河是德國的河流，位於該國東南部，由巴伐利亞負責管轄，屬於默倫巴赫河的右支流，河道全長4公里，流經魏森堡-貢岑豪森縣。